# Primaziale
Una primaziale è una chiesa cattedrale il cui vescovo è anche primate.

## Elenco di alcune primaziali
Titoli primaziali ancora esistenti in Italia:
- Roma - Arcibasilica lateranense, sede del Primate d'Italia (il Papa)
- Palermo - Basilica Cattedrale Metropolitana Primaziale Santa Maria Assunta, sede del Primate di Sicilia
- Pisa - Cattedrale di Santa Maria Assunta, sede del Primate di Corsica e Sardegna
- Salerno - Cattedrale di Santa Maria degli Angeli, sede del Primate delle Due Sicilie
- Otranto - Cattedrale, sede del Primate del Salento (dal 968 come sede metropolitana autocefala del Patriarcato di Costantinopoli e successivamente con tale titolo con l'obbedienza romana)

Titoli non più usati:
- Torino - Duomo di Torino, sede del Primate di Savoia e Piemonte

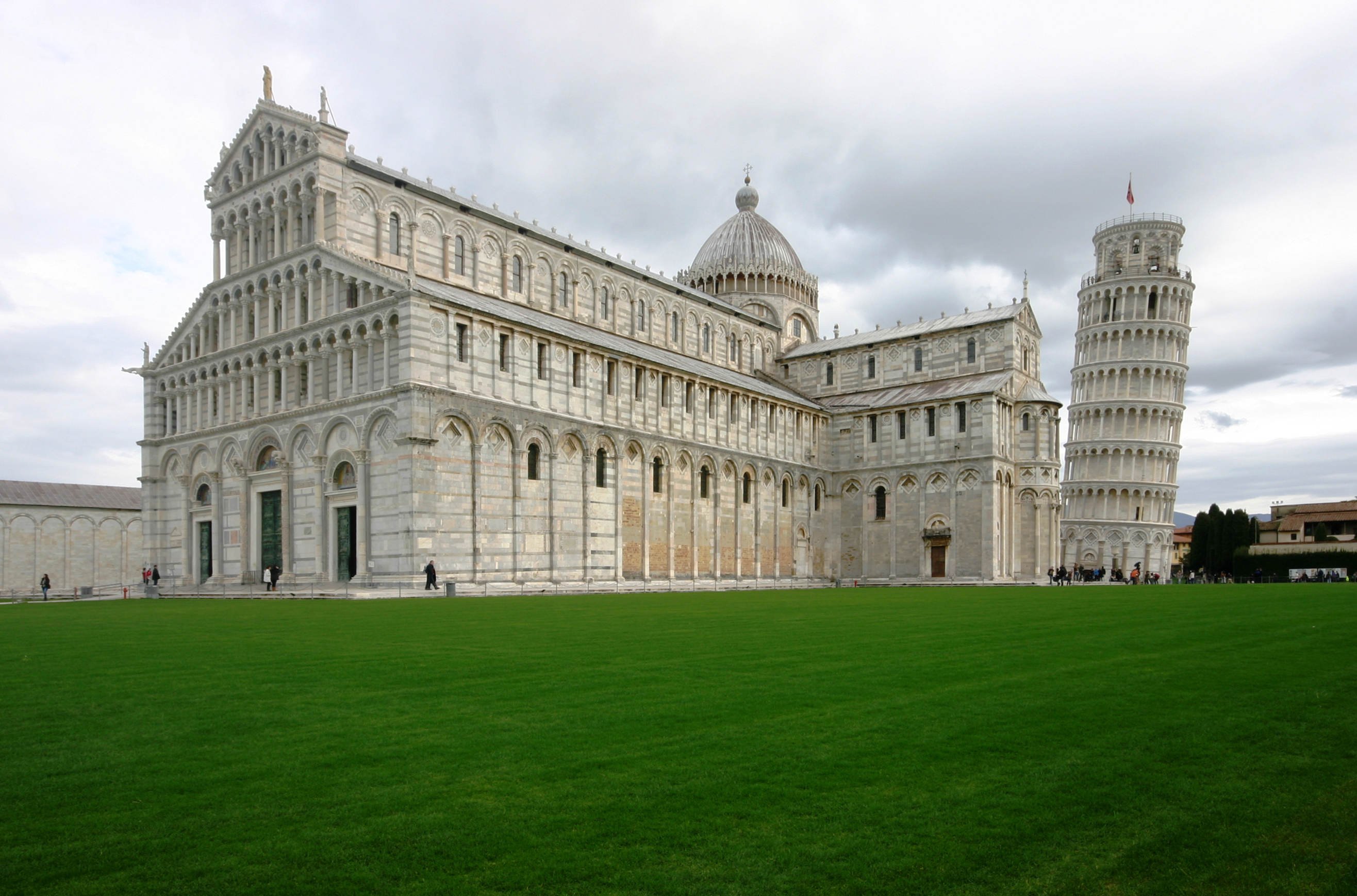
Cattedrale di Santa Maria Assunta a Pisa
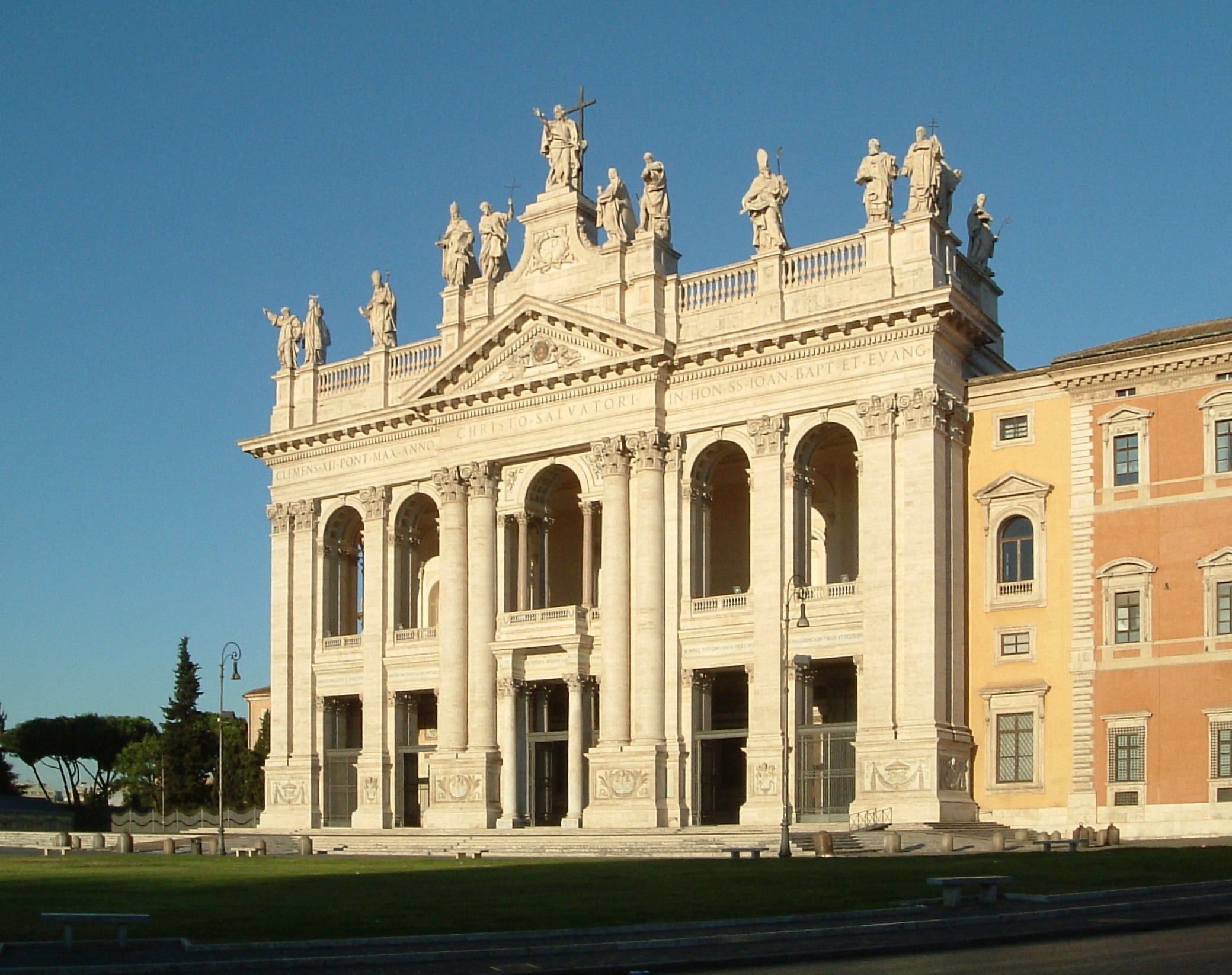
Arcibasilica lateranense a Roma
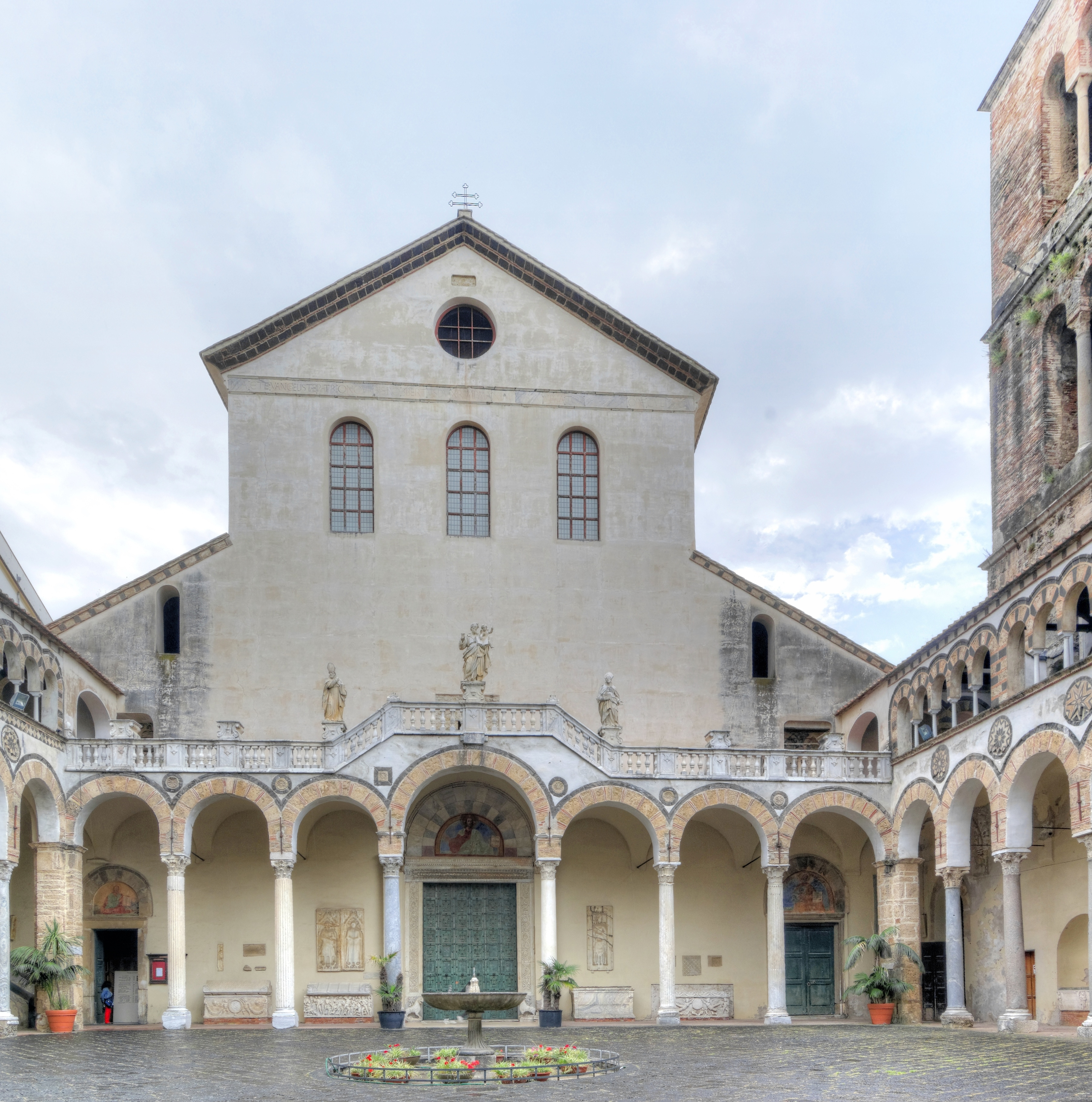
Cattedrale di Santa Maria degli Angeli a Salerno